# KNM B-6
Le KNM B-6 était un sous-marin norvégien de l’entre-deux-guerres, l’un des six sous-marins de classe B construits. Lancé le 4 septembre 1929 au chantier naval de Karljohansvern à Horten, il est mis en service dans la marine royale norvégienne le 1er mai 1930. Au cours de la campagne de Norvège en avril 1940, il est capturé par les Allemands. En novembre 1941, il est incorporé dans la Kriegsmarine sous la désignation UC-2. Il a été utilisé à des fins d’entraînement jusqu’en octobre 1944. Le navire a été coulé en mai 1945, puis renfloué et démoli.

## Conception et construction
Après le déclenchement de la Première Guerre mondiale et la saisie du dernier sous-marin de classe A par l’Allemagne, les Norvégiens ont commencé à chercher d’autres fournisseurs afin d’acquérir davantage de sous-marins. Les chantiers navals britanniques, italiens et américains ont été envisagés. Finalement il a été décidé de faire appel au chantier naval Electric Boat de Groton, situé aux États-Unis, neutres à l’époque, ce qui devait garantir la livraison des navires malgré les hostilités en cours. Le gouvernement norvégien a donc commandé en 1915 six navires du modèle EB 406B (EB 64B), très similaire à la conception des navires américains de classe L, qui devaient être construits au chantier naval national de Horten à partir de pièces détachées fournies par les États-Unis,. Cependant, la guerre sous-marine dans l'Atlantique a provoqué l’arrêt de l’approvisionnement de la Norvège en composants et matériaux américains, et donc de la construction des navires après la pose de la quille. En compensation, le chantier naval a essayé de vendre aux Norvégiens six sous-marins de classe H qui n’avaient pas été pris en compte par la Russie en raison du déclenchement de la révolution russe, mais ils ont été repris par l’US Navy. En conséquence, les navires de classe B ont été achevés bien après la guerre, entrant en service entre 1923 et 1930,.
Le KNM B-6 a été construit au chantier naval de Karljohansvern à Horten (numéro de chantier 117),. Il a été mis en chantier en décembre 1925, et a été lancé le 4 septembre 1929,.

## Données techniques
Le B-6 était un sous-marin à simple coque d’une longueur hors tout de 51 mètres, d’une largeur de 5,33 mètres et d’un tirant d'eau de 3,5 mètres,. Le déplacement standard était de 420 tonnes en surface et de 545 tonnes en immersion,. Le navire était propulsé en surface par deux moteurs Diesel Sulzer d’une puissance totale de 900 ch. Sous l’eau, il était propulsé par deux moteurs électriques d’une puissance totale de 700 ch. Les moteurs diesel et électriques étaient fabriqués à Horten,. Deux arbres d'hélice entraînaient deux hélices, fournissant une vitesse de 14,5 nœuds en surface et de 10,5 nœuds en immersion,. Le rayon d'action était de 2900 milles marins à 9 nœuds en surface et de 150 milles marins à 3 nœuds en immersion. La profondeur d’immersion maximale admissible était de 60 mètres.
Le navire était équipé de quatre tubes lance-torpilles de 450 mm avec un approvisionnement total de six torpilles,. L’artillerie se composait d’un canon antiaérien Bofors de 75 mm L/28,.
L’équipage du navire se composait de 23 officiers, officiers mariniers et matelots,.

## Service

### Marine royale norvégienne
Après son achèvement, le 1er mai 1930, le KNM B-6 est accepté en service dans la Marine royale norvégienne,. Le navire, ainsi que ses sister-ships B-1, B-2, B-3, B-4 et B-5, opérait en mer du Nord. Au début de la Seconde Guerre mondiale, le navire était obsolète. Le navire prit part à la campagne de Norvège en avril 1940, et fut abandonné par son équipage au début du mois de mai à Florø,. Le 18 mai, le B-6 est capturé par les Allemands,.

### Kriegsmarine
Après des réparations, le navire est mis en service dans la Kriegsmarine le 17 novembre 1941 sous la désignation UC-2,. Le premier commandant allemand du navire fut l'Oberleutnant zur See Otto Wollschläger. De novembre 1941 jusqu’à la fin de son service, l'UC-2 a été utilisé comme navire-école à l'U-Abwehrschule de Gotenhafen et Bergen. Il est désarmé à Bergen en octobre 1944,. Le navire a été coulé à Kiel le 3 mai 1945. Après la guerre, l’épave a été renflouée et démolie.